# Altobello de Averoldi

Altobello de Averoldi (falecido no dia 1 de novembro de 1531) foi um prelado católico romano que serviu como bispo de Pula (1497–1531).

## Biografia
No dia 13 de novembro de 1497, Altobello de Averoldi foi nomeado pelo Papa Alexandre VI como Bispo de Pula. A 6 de maio de 1498, foi consagrado bispo. Averoldi serviu como bispo de Pula até à sua morte a 1 de novembro de 1531.